# Zona Norte (LMB)
La Zona Norte es una de las 2 divisiones de equipos que forman parte de la Liga Mexicana de Béisbol. Actualmente es integrada por 10 equipos, cuyas sedes se encuentran geográficamente más hacia la parte norte del país de entre los 20 equipos que forman parte de la liga.

## Historia
Fue creada, junto con la Zona Sur, para la temporada de 1937, para que la LMB nombrara al campeón mediante una serie final. Este sistema se abandonó en la siguiente temporada, pero se retomó nuevamente para la campaña de 1970, y a partir de 1973 se realiza una postemporada, desde entonces se ha mantenido ininterrumpidamente. En cada zona un equipo resultaría campeón de esta y se enfrentaría al campeón de la otra zona en una serie final, de la que saldría el campeón absoluto de la liga. El actual campeón son los Algodoneros de Unión Laguna.

## Equipos2024
| Zona Norte                   |           |                         |                                        |                      |             |
| Equipo                       | Fundación | Mánager                 | Ciudad                                 | Estadio              | Capacidad   |
| Acereros de Monclova         | 1974      | Homar Rojas             | Monclova, Coahuila                     | Kickapoo Lucky Eagle | 8,500       |
| Algodoneros de Unión Laguna  | 1940      | José Molina             | Torreón, Coahuila                      | Revolución           | 7,689       |
| Caliente de Durango          | 2024      | Mike Rojas              | Durango, Durango                       | Francisco Villa      | 4,983       |
| Charros de Jalisco           | 1949      | Benjamín Gil            | Zapopan, Jalisco                       | Panamericano         | 16,500      |
| Dorados de Chihuahua         | 1936      | Gerónimo Gil            | Chihuahua, Chihuahua                   | Monumental Chihuahua | 15,500      |
| Rieleros de Aguascalientes   | 1975      | Enrique "Che" Reyes     | Aguascalientes, Aguascalientes         | Alberto Romo Chávez  | 6,496       |
| Saraperos de Saltillo        | 1970      | Jonathan Aceves         | Saltillo, Coahuila                     | Francisco I. Madero  | 11,000      |
| Sultanes de Monterrey        | 1939      | Roberto Kelly           | Monterrey, Nuevo León                  | Mobil Super          | 21,803      |
| Tecolotes de los Dos Laredos | 1940      | Félix Fermín            | Nuevo Laredo, Tamaulipas Laredo, Texas | La Junta Uni-Trade   | 5,000 6,000 |
| Toros de Tijuana             | 2004      | Carlos Alberto Gastélum | Tijuana, Baja California               | Chevron              | 17,000      |

## Campeones divisionales
La siguiente tabla muestra los campeones que ha tenido la Zona Norte.
| 1937                                           | Agrario de México | 1º | 21-4 | Subcampeón |
| 1970                                           | Diablos Rojos del México                                                                                              | 1° | 91-59 | Subcampeón |
| 1971                                           | Saraperos de Saltillo                                                                                                 | 1º | 86-59 | Subcampeón |
| 1972                                           | Saraperos de Saltillo                                                                                                 | 1º | 89-51 | Subcampeón |
| Campeones mediante el sistema de los Play-offs | | | | |
| 1973                                           | Saraperos de Saltillo                                                                                                 | 1° (DO) | 86-45 | Subcampeón |
| 1974                                           | Algodoneros de Unión Laguna                                                                                           | 2° (DO) | 79-57 | Subcampeón |
| 1975                                           | Alijadores de Tampico                                                                                                 | 1º (DE) | 73-62 | Campeón |
| 1976                                           | Algodoneros de Unión Laguna                                                                                           | 2° (DO) | 75-62 | Subcampeón |
| 1977                                           | Tecolotes de Nuevo Laredo                                                                                             | 1° (DE) | 77-75 | Campeón |
| 1978                                           | Algodoneros de Unión Laguna                                                                                           | 2° (DO) | 79-72 | Subcampeón |
| 1979                                           | Indios de Ciudad Juárez                                                                                               | 2º (DO) | 80-53 | Subcampeón |
| 1980                                           | Temporada cancelada por huelga de jugadores                                                                           | Temporada cancelada por huelga de jugadores                                                                           | Temporada cancelada por huelga de jugadores                                                                           | Temporada cancelada por huelga de jugadores                                                                           |
| 1981                                           | Broncos de Reynosa | 2º (DE) | 62-64 | Subcampeón |
| 1982                                           | Indios de Ciudad Juárez                                                                                               | 1° (DO) | 73-55 | Campeón |
| 1983                                           | Indios de Ciudad Juárez                                                                                               | 2º | 62-54 | Subcampeón |
| 1984                                           | Indios de Ciudad Juárez                                                                                               | 3º | 57-55 | Subcampeón |
| 1985                                           | Tecolotes de los Dos Laredos                                                                                          | 2º | 67-60 | Subcampeón |
| 1986                                           | Sultanes de Monterrey                                                                                                 | 2º | 72-56 | Subcampeón |
| 1987                                           | Tecolotes de los Dos Laredos                                                                                          | 3º | 65-60 | Subcampeón |
| 1988                                           | Saraperos de Saltillo                                                                                                 | 4º | 59-68 | Subcampeón |
| 1989                                           | Tecolotes de los Dos Laredos                                                                                          | 1º | 82-50 | Campeón |
| 1990                                           | Algodoneros de Unión Laguna                                                                                           | 2º | 71-54 | Subcampeón |
| 1991                                           | Sultanes de Monterrey                                                                                                 | 1º | 82-38 | Campeón |
| 1992                                           | Tecolotes de los Dos Laredos                                                                                          | 1º | 71-61 | Subcampeón |
| 1993                                           | Tecolotes de los Dos Laredos                                                                                          | 1º | 76-53 | Subcampeón |
| 1994                                           | Sultanes de Monterrey                                                                                                 | 1º | 79-51 | Subcampeón |
| 1995                                           | Sultanes de Monterrey                                                                                                 | 3º | 65-49 | Campeón |
| 1996                                           | Además de las zonas sur y norte, hubo la zona centro, por lo que no era obligatorio sacar a un campeón por cada zona. | Además de las zonas sur y norte, hubo la zona centro, por lo que no era obligatorio sacar a un campeón por cada zona. | Además de las zonas sur y norte, hubo la zona centro, por lo que no era obligatorio sacar a un campeón por cada zona. | Además de las zonas sur y norte, hubo la zona centro, por lo que no era obligatorio sacar a un campeón por cada zona. |
| 1997                                           | Además de las zonas sur y norte, hubo la zona centro, por lo que no era obligatorio sacar a un campeón por cada zona. | Además de las zonas sur y norte, hubo la zona centro, por lo que no era obligatorio sacar a un campeón por cada zona. | Además de las zonas sur y norte, hubo la zona centro, por lo que no era obligatorio sacar a un campeón por cada zona. | Además de las zonas sur y norte, hubo la zona centro, por lo que no era obligatorio sacar a un campeón por cada zona. |
| 1998                                           | Además de las zonas sur y norte, hubo la zona centro, por lo que no era obligatorio sacar a un campeón por cada zona. | Además de las zonas sur y norte, hubo la zona centro, por lo que no era obligatorio sacar a un campeón por cada zona. | Además de las zonas sur y norte, hubo la zona centro, por lo que no era obligatorio sacar a un campeón por cada zona. | Además de las zonas sur y norte, hubo la zona centro, por lo que no era obligatorio sacar a un campeón por cada zona. |
| 1999                                           | Además de las zonas sur y norte, hubo la zona centro, por lo que no era obligatorio sacar a un campeón por cada zona. | Además de las zonas sur y norte, hubo la zona centro, por lo que no era obligatorio sacar a un campeón por cada zona. | Además de las zonas sur y norte, hubo la zona centro, por lo que no era obligatorio sacar a un campeón por cada zona. | Además de las zonas sur y norte, hubo la zona centro, por lo que no era obligatorio sacar a un campeón por cada zona. |
| 2000                                           | Además de las zonas sur y norte, hubo la zona centro, por lo que no era obligatorio sacar a un campeón por cada zona. | Además de las zonas sur y norte, hubo la zona centro, por lo que no era obligatorio sacar a un campeón por cada zona. | Además de las zonas sur y norte, hubo la zona centro, por lo que no era obligatorio sacar a un campeón por cada zona. | Además de las zonas sur y norte, hubo la zona centro, por lo que no era obligatorio sacar a un campeón por cada zona. |
| 2001                                           | Además de las zonas sur y norte, hubo la zona centro, por lo que no era obligatorio sacar a un campeón por cada zona. | Además de las zonas sur y norte, hubo la zona centro, por lo que no era obligatorio sacar a un campeón por cada zona. | Además de las zonas sur y norte, hubo la zona centro, por lo que no era obligatorio sacar a un campeón por cada zona. | Además de las zonas sur y norte, hubo la zona centro, por lo que no era obligatorio sacar a un campeón por cada zona. |
| 2002                                           | Diablos Rojos del México                                                                                              | 1º | 74-36 | Campeón |
| 2003                                           | Diablos Rojos del México                                                                                              | 1º | 68-40 | Campeón |
| 2004                                           | Saraperos de Saltillo                                                                                                 | 2º | 63-34 | Subcampeón |
| 2005                                           | Saraperos de Saltillo                                                                                                 | 2º | 63-47 | Subcampeón |
| 2006                                           | Sultanes de Monterrey                                                                                                 | 1º | 79-30 | Subcampeón |
| 2007                                           | Sultanes de Monterrey                                                                                                 | 1º | 69-38 | Campeón |
| 2008                                           | Sultanes de Monterrey                                                                                                 | 3º | 64-46 | Subcampeón |
| 2009                                           | Saraperos de Saltillo                                                                                                 | 3º | 59-48 | Campeón |
| 2010                                           | Saraperos de Saltillo                                                                                                 | 4º | 55-49 | Campeón |
| 2011                                           | Diablos Rojos del México                                                                                              | 1º | 63-40 | Subcampeón |
| 2012                                           | Rieleros de Aguascalientes                                                                                            | 2º | 59-49 | Subcampeón |
| 2013                                           | Sultanes de Monterrey                                                                                                 | 2º | 62-50 | Subcampeón |
| 2014                                           | Diablos Rojos del México                                                                                              | 1º | 70-42 | Campeón |
| 2015                                           | Acereros del Norte | 2º | 59-51 | Subcampeón |
| 2016                                           | Toros de Tijuana | 3º | 64-48 | Subcampeón |
| 2017                                           | Toros de Tijuana | 1º | 76-34 | Campeón |
| P2018                                          | Sultanes de Monterrey                                                                                                 | 1º | 37-20 | Subcampeón |
| O2018                                          | Sultanes de Monterrey                                                                                                 | 1º | 42-14 | Campeón |
| 2019                                           | Acereros de Monclova                                                                                                  | 2º | 75-45 | Campeón |
| 2020                                           | Temporada cancelada por pandemia de COVID-19                                                                          | Temporada cancelada por pandemia de COVID-19                                                                          | Temporada cancelada por pandemia de COVID-19                                                                          | Temporada cancelada por pandemia de COVID-19                                                                          |
| 2021                                           | Toros de Tijuana | 2º | 40-25 | Campeón |
| 2022                                           | Sultanes de Monterrey                                                                                                 | 4º | 51-39 | Subcampeón |
| 2023                                           | Algodoneros de Unión Laguna                                                                                           | 5º | 49-40 | Subcampeón |
| 2024                                           | Sultanes de Monterrey                                                                                                 | 1º | 53-37 | Subcampeón |

## Temporadas
A continuación se muestran los integrantes de la Zona Norte en cada temporada, así como los clasificados a la postemporada, el líder en temporada regular (en cursiva) y al campeón (en negritas) y su resultado en la serie final:
| 1937. Equipos: - Agrario de México - Alijadores de Tampico - Cidosa de Río Blanco - Electricistas del Necaxa - Gallos de Santa Rosa - Tigres de Comintra Clasificado: Agrario. Resultado: Subcampeón (0-3). |  | 1970. Equipos: - Algodoneros de Unión Laguna - Broncos de Reynosa - Diablos Rojos del México - Saraperos de Saltillo - Sultanes de Monterrey Clasificado: México. Resultado: Subcampeón (2-4). |

| 1971. Equipos: - Algodoneros de Unión Laguna - Alijadores de Tampico - Bravos de Reynosa - Piratas de Sabinas - Saraperos de Saltillo - Sultanes de Monterrey Clasificado: Saltillo. Resultado: Subcampeón (3-4). |  | 1972. Equipos: - Algodoneros de Unión Laguna - Alijadores de Tampico - Bravos de Reynosa - Charros de Jalisco - Piratas de Sabinas - Saraperos de Saltillo - Sultanes de Monterrey Clasificado: Saltillo. Resultado: Subcampeón (2-4). |

| 1973. Equipos: División Este: - Alijadores de Tampico - Bravos de Reynosa - Piratas de Sabinas - Sultanes de Monterrey División Oeste: - Algodoneros de Unión Laguna - Dorados de Chihuahua - Indios de Ciudad Juárez - Saraperos de Saltillo Clasificados: Reynosa, Saltillo, Tampico y Unión Laguna. Resultado: Subcampeón (3-4). |  | 1974. Equipos: División Este: - Alijadores de Tampico - Bravos de Reynosa - Mineros de Coahuila - Sultanes de Monterrey División Oeste: - Algodoneros de Unión Laguna - Dorados de Chihuahua - Indios de Ciudad Juárez - Saraperos de Saltillo Clasificados: Monterrey, Saltillo, Tampico y Unión Laguna. Resultado: Subcampeón (0-4). |

| 1975. Equipos: División Este: - Alijadores de Tampico - Bravos de Reynosa - Mineros de Coahuila - Sultanes de Monterrey División Oeste: - Algodoneros de Unión Laguna - Dorados de Chihuahua - Indios de Ciudad Juárez - Saraperos de Saltillo Clasificados: Monterrey, Saltillo, Tampico y Unión Laguna. Resultado: Campeón (4-1). |  | 1976. Equipos: División Este: - Bravos de Reynosa - Mineros de Coahuila - Sultanes de Monterrey - Tecolotes de Nuevo Laredo División Oeste: - Algodoneros de Unión Laguna - Dorados de Chihuahua - Indios de Ciudad Juárez - Saraperos de Saltillo Clasificados: Ciudad Juárez, Coahuila, Reynosa y Unión Laguna. Resultado: Subcampeón (2-4). |

| 1977. Equipos: División Este: - Alijadores de Tampico - Mineros de Coahuila - Sultanes de Monterrey - Tecolotes de Nuevo Laredo División Oeste: - Algodoneros de Unión Laguna - Dorados de Chihuahua - Indios de Ciudad Juárez - Saraperos de Saltillo Clasificados: Monterrey, Nuevo Laredo, Saltillo y Unión Laguna. Resultado: Campeón (4-1). |  | 1978. Equipos: División Este: - Alijadores de Tampico - Mineros de Coahuila - Sultanes de Monterrey - Tecolotes de Nuevo Laredo División Oeste: - Algodoneros de Unión Laguna - Dorados de Chihuahua - Indios de Ciudad Juárez - Saraperos de Saltillo Clasificados: Monterrey, Saltillo, Tampico y Unión Laguna. Resultado: Subcampeón (2-4). |

| 1979. Equipos: División Este: - Alijadores de Tampico - Cachorros de León - Petroleros de Poza Rica - Sultanes de Monterrey - Tecolotes de Nuevo Laredo División Oeste: - Algodoneros de Unión Laguna - Dorados de Chihuahua - Indios de Ciudad Juárez - Mineros de Coahuila - Saraperos de Saltillo Clasificados: Ciudad Juárez, Monterrey, Nuevo Laredo y Saltillo. Resultado: Subcampeón (3-4). |  | 1980. Equipos: División Este: - Broncos de Reynosa - Cachorros de León - Rieleros de Aguascalientes - Sultanes de Monterrey - Tecolotes de Nuevo Laredo División Oeste: - Acereros de Monclova - Algodoneros de Unión Laguna - Dorados de Chihuahua - Indios de Ciudad Juárez - Saraperos de Saltillo |

| 1981. Equipos: División Este: - Broncos de Reynosa - Rieleros de Aguascalientes - Sultanes de Monterrey - Tecolotes de Nuevo Laredo División Oeste: - Algodoneros de Unión Laguna - Dorados de Chihuahua - Indios de Ciudad Juárez - Saraperos de Saltillo Clasificados: Ciudad Juárez, Nuevo Laredo, Reynosa y Saltillo. Resultado: Subcampeón (3-4). |  | 1982. Equipos: División Este: - Broncos de Reynosa - Rieleros de Aguascalientes - Sultanes de Monterrey - Tecolotes de Nuevo Laredo División Oeste: - Astros de Monclova - Dorados de Chihuahua - Indios de Ciudad Juárez - Saraperos de Saltillo Clasificados: Ciudad Juárez, Nuevo Laredo, Reynosa y Saltillo. Resultado: Campeón (4-0). |

| 1983. Equipos: - Acereros de Monclova - Astros de Tamaulipas - Bravos de León - Indios de Ciudad Juárez - Rieleros de Aguascalientes - Saraperos de Saltillo - Sultanes de Monterrey - Tecolotes de Nuevo Laredo Clasificados: Aguascalientes, Ciudad Juárez, Saltillo y Tamaulipas. Resultado: Subcampeón (3-4). |  | 1984. Equipos: - Acereros de Monclova - Astros de Tamaulipas - Bravos de León - Indios de Ciudad Juárez - Rieleros de Aguascalientes - Saraperos de Saltillo - Sultanes de Monterrey - Tecolotes de Nuevo Laredo Clasificados: Aguascalientes, Ciudad Juárez, Nuevo Laredo y Saltillo. Resultado: Subcampeón (2-4). |

| 1985. Equipos: - Acereros de Monclova - Algodoneros de Unión Laguna - Astros de Tamaulipas - Bravos de León - Rieleros de Aguascalientes - Saraperos de Saltillo - Sultanes de Monterrey - Tecolotes de los Dos Laredos Clasificados: Aguascalientes, Dos Laredos, Monclova y Tamaulipas. Resultado: Subcampeón (1-4). |  | 1986. Equipos: - Acereros de Monclova - Algodoneros de Unión Laguna - Bravos de León - Rieleros de Aguascalientes - Saraperos de Saltillo - Sultanes de Monterrey - Tecolotes de los Dos Laredos - Tuneros de San Luis Clasificados: Aguascalientes, Dos Laredos, Monclova y Monterrey. Resultado: Subcampeón (1-4). |

| 1987. Equipos: - Acereros de Monclova - Algodoneros de Unión Laguna - Rieleros de Aguascalientes - Saraperos de Saltillo - Sultanes de Monterrey - Tecolotes de los Dos Laredos - Tuneros de San Luis Clasificados: Aguascalientes, Dos Laredos, Monclova y Monterrey. Resultado: Subcampeón (1-4). |  | 1988. Equipos: - Acereros de Monclova - Algodoneros de Unión Laguna - Rieleros de Aguascalientes - Saraperos de Saltillo - Sultanes de Monterrey - Tecolotes de los Dos Laredos - Tuneros de San Luis Clasificados: Dos Laredos, Monterrey,Saltillo y San Luis. Resultado: Subcampeón (1-4). |

| 1989. Equipos: - Acereros de Monclova - Algodoneros de Unión Laguna - Industriales de Monterrey - Saraperos de Saltillo - Sultanes de Monterrey - Tecolotes de los Dos Laredos - Tuneros de San Luis Clasificados: Dos Laredos, Monterrey, Saltillo y Unión Laguna. Resultado: Campeón (4-2). |  | 1990. Equipos: - Acereros de Monclova - Algodoneros de Unión Laguna - Industriales de Monterrey - Saraperos de Saltillo - Sultanes de Monterrey - Tecolotes de los Dos Laredos - Tuneros de San Luis Clasificados: Dos Laredos, Monclova, Monterrey y Unión Laguna. Resultado: Subcampeón (1-4). |

| 1991. Equipos: - Acereros de Monclova - Algodoneros de Unión Laguna - Charros de Jalisco - Industriales de Monterrey - Reales de San Luis - Saraperos de Saltillo - Sultanes de Monterrey - Tecolotes de los Dos Laredos Clasificados: Dos Laredos, Industriales, Jalisco y Monterrey. Resultado: Campeón (4-3). |  | 1992. Equipos: - Acereros del Norte - Algodoneros de Unión Laguna - Charros de Jalisco - Industriales de Monterrey - Rieleros de Aguascalientes - Saraperos de Saltillo - Sultanes de Monterrey - Tecolotes de los Dos Laredos Clasificados: Dos Laredos, Industriales, Saltillo y Unión Laguna. Resultado: Subcampeón (2-4). |

| 1993. Equipos: - Acereros del Norte - Algodoneros de Unión Laguna - Charros de Jalisco - Industriales de Monterrey - Rieleros de Aguascalientes - Saraperos de Saltillo - Sultanes de Monterrey - Tecolotes de los Dos Laredos Clasificados: Aguascalientes, Dos Laredos, Monclova, Monterrey. Resultado: Subcampeón (1-4). |  | 1994. Equipos: - Acereros del Norte - Algodoneros de Unión Laguna - Charros de Jalisco - Industriales de Monterrey - Rieleros de Aguascalientes - Saraperos de Saltillo - Sultanes de Monterrey - Tecolotes de los Dos Laredos Clasificados: Industriales, Monterrey, Saltillo y Unión Laguna. Resultado: Subcampeón (3-4). |

| 1995. Equipos: - Acereros del Norte - Algodoneros de Unión Laguna - Broncos de Reynosa - Charros de Jalisco - Rieleros de Aguascalientes - Saraperos de Saltillo - Sultanes de Monterrey - Tecolotes de los Dos Laredos Clasificados: Dos Laredos, Monterrey, Reynosa y Saltillo. Resultado: Campeón (4-0). |  | 1996. Equipos: - Acereros del Norte - Algodoneros de Unión Laguna - Broncos de Reynosa - Saraperos de Saltillo - Sultanes de Monterrey - Tecolotes de los Dos Laredos Clasificados: Monclova, Monterrey y Reynosa. Resultado: Campeón (4-1). |

| 1997. Equipos: - Acereros del Norte - Algodoneros de Unión Laguna - Broncos de Reynosa - Saraperos de Saltillo - Sultanes de Monterrey - Tecolotes de los Dos Laredos Clasificados: Monclova, Monterrey y Reynosa. Resultado: Los 3 eliminados en el primer play off (0-4, 2-4 y 0-4). |  | 1998. Equipos: - Acereros del Norte - Algodoneros de Unión Laguna - Broncos de Reynosa - Saraperos de Saltillo - Sultanes de Monterrey - Tecolotes de los Dos Laredos Clasificados: Monclova y Monterrey. Resultado: Subcampeón (0-4). |

| 1999. Equipos: - Acereros del Norte - Algodoneros de Unión Laguna - Broncos de Reynosa - Saraperos de Saltillo - Sultanes de Monterrey - Tecolotes de los Dos Laredos Clasificados: Monclova, Monterrey y Saltillo. Resultado: Semifinalistas (MVA 2-4 y SAL 3-4). |  | 2000. Equipos: - Acereros del Norte - Algodoneros de Unión Laguna - Broncos de Reynosa - Saraperos de Saltillo - Sultanes de Monterrey - Tecolotes de los Dos Laredos Clasificados: Monterrey y Saltillo. Resultado: Semifinalista (MTY 1-4). |

| 2001. Equipos: - Acereros del Norte - Algodoneros de Unión Laguna - Broncos de Reynosa - Saraperos de Saltillo - Sultanes de Monterrey - Tecolotes de los Dos Laredos Clasificados: Monclova, Monterrey, Reynosa y Saltillo. Resultado: Semifinalistas (MVA 0-4 y MTY 3-4). |  | 2002. Equipos: - Acereros del Norte - Algodoneros de Unión Laguna - Broncos de Reynosa - Diablos Rojos del México - Pericos de Puebla - Saraperos de Saltillo - Sultanes de Monterrey - Tecolotes de los Dos Laredos Clasificados: Dos Laredos, México, Monclova y Saltillo. Resultado: Campeón (4-3). |

| 2003. Equipos: - Acereros del Norte - Broncos de Reynosa - Diablos Rojos del México - Pericos de Puebla - Saraperos de Saltillo - Sultanes de Monterrey - Tecolotes de Nuevo Laredo - Vaqueros Laguna Clasificados: México, Monterrey, Puebla y Saltillo. Resultado: Campeón (4-1). |  | 2004. Equipos: - Acereros del Norte - Pericos de Puebla - Rieleros de Aguascalientes - Saraperos de Saltillo - Sultanes de Monterrey - Toros de Tijuana - Tuneros de San Luis - Vaqueros Laguna Clasificados: Aguascalientes, Laguna, Monterrey, Puebla, Saltillo y Tijuana. Resultado: Subcampeón (1-4). |

| 2005. Equipos: - Acereros del Norte - Pericos de Puebla - Potros de Tijuana - Rieleros de Aguascalientes - Saraperos de Saltillo - Sultanes de Monterrey - Tuneros de San Luis - Vaqueros Laguna Clasificados: Aguascalientes, México, Monclova, Monterrey, Saltillo y Tijuana. Resultado: Subcampeón (2-4). |  | 2006. Equipos: - Acereros del Norte - Pericos de Puebla - Potros de Tijuana - Rieleros de Aguascalientes - Saraperos de Saltillo - Sultanes de Monterrey - Tuneros de San Luis - Vaqueros Laguna Clasificados: Monterrey, Puebla, Saltillo y Tijuana. Resultado: Subcampeón (1-4). |

| 2007. Equipos: - Acereros del Norte - Dorados de Chihuahua - Pericos de Puebla - Potros de Tijuana - Rieleros de Aguascalientes - Saraperos de Saltillo - Sultanes de Monterrey - Vaqueros Laguna Clasificados: Monclova, Monterrey, Puebla y Saltillo. Resultado: Campeón (4-3). |  | 2008. Equipos: - Acereros del Norte - Dorados de Chihuahua - Pericos de Puebla - Potros de Tijuana - Saraperos de Saltillo - Sultanes de Monterrey - Tecolotes de Nuevo Laredo - Vaqueros Laguna Clasificados: Chihuahua, Monclova, Monterrey y Saltillo. Resultado: Subcampeón (1-4). |

| 2009. Equipos: - Acereros del Norte - Broncos de Reynosa - Diablos Rojos del México - Dorados de Chihuahua - Saraperos de Saltillo - Sultanes de Monterrey - Tecolotes de Nuevo Laredo - Vaqueros Laguna Clasificados: Laguna, México, Reynosa y Saltillo. Resultado: Campeón (4-2). |  | 2010. Equipos: - Acereros del Norte - Broncos de Reynosa - Diablos Rojos del México - Dorados de Chihuahua - Saraperos de Saltillo - Sultanes de Monterrey - Tecolotes de Nuevo Laredo - Vaqueros Laguna Clasificados: Chihuahua, México, Monterrey y Saltillo. Resultado: Campeón (4-1). |

| 2011. Equipos: - Acereros del Norte - Broncos de Reynosa - Diablos Rojos del México - Pericos de Puebla - Saraperos de Saltillo - Sultanes de Monterrey - Vaqueros Laguna Clasificados: México, Monterrey, Puebla y Reynosa. Resultado: Subcampeón (0-4). |  | 2012. Equipos: - Acereros del Norte - Broncos de Reynosa - Diablos Rojos del México - Pericos de Puebla - Rieleros de Aguascalientes - Saraperos de Saltillo - Sultanes de Monterrey - Vaqueros Laguna Clasificados: Aguascalientes, México, Monterrey y Saltillo. Resultado: Subcampeón (3-4). |

| 2013. Equipos: - Acereros del Norte - Broncos de Reynosa - Diablos Rojos del México - Pericos de Puebla - Rieleros de Aguascalientes - Saraperos de Saltillo - Sultanes de Monterrey - Vaqueros Laguna Clasificados: México, Monclova, Monterrey, Puebla y Saltillo. Resultado: Subcampeón (1-4). |  | 2014. Equipos: - Acereros del Norte - Broncos de Reynosa - Diablos Rojos del México - Rieleros de Aguascalientes - Saraperos de Saltillo - Sultanes de Monterrey - Toros de Tijuana - Vaqueros Laguna Clasificados: Laguna, México, Monclova, Monterrey y Saltillo. Resultado: Campeón (4-0). |

| 2015. Equipos: - Acereros del Norte - Broncos de Tamaulipas - Diablos Rojos del México - Rieleros de Aguascalientes - Saraperos de Saltillo - Sultanes de Monterrey - Toros de Tijuana - Vaqueros Laguna Clasificados: Laguna, México, Monclova, Saltillo y Tijuana. Resultado: Subcampeón (1-4). |  | 2016. Equipos: - Acereros del Norte - Broncos de Reynosa - Diablos Rojos del México - Rieleros de Aguascalientes - Saraperos de Saltillo - Sultanes de Monterrey - Toros de Tijuana - Vaqueros Laguna Clasificados: Laguna, Monclova, Monterrey y Tijuana. Resultado: Subcampeón (2-4). |

| 2017. Equipos: - Acereros del Norte - Diablos Rojos del México - Generales de Durango - Rieleros de Aguascalientes - Saraperos de Saltillo - Sultanes de Monterrey - Toros de Tijuana - Vaqueros Unión Laguna Clasificados: Aguascalientes, Monclova, Monterrey y Tijuana. Resultado: Campeón (4-1). |  | P2018. Equipos: - Acereros del Norte - Algodoneros de Unión Laguna - Generales de Durango - Rieleros de Aguascalientes - Saraperos de Saltillo - Sultanes de Monterrey - Tecolotes de los Dos Laredos - Toros de Tijuana Clasificados: Aguascalientes, Monclova, Monterrey y Tijuana. Resultado: Subcampeón (3-4). |

| O2018. Equipos: - Acereros del Norte - Algodoneros de Unión Laguna - Generales de Durango - Rieleros de Aguascalientes - Saraperos de Saltillo - Sultanes de Monterrey - Tecolotes de los Dos Laredos - Toros de Tijuana Clasificados: Dos Laredos, Monclova, Monterrey y Tijuana. Resultado: Campeón (4-2). |  | 2019. Equipos: - Acereros del Norte - Algodoneros de Unión Laguna - Generales de Durango - Rieleros de Aguascalientes - Saraperos de Saltillo - Sultanes de Monterrey - Tecolotes de los Dos Laredos - Toros de Tijuana Clasificados: Tijuana, Monclova, Monterrey y Saltillo Resultado: Campeón (4-3). |

| 2021. Equipos: - Acereros del Norte - Algodoneros de Unión Laguna - Generales de Durango - Mariachis de Guadalajara - Rieleros de Aguascalientes - Saraperos de Saltillo - Sultanes de Monterrey - Tecolotes de los Dos Laredos - Toros de Tijuana Clasificados: Guadalajara, Tijuana, Saltillo, Monclova, Aguascalientes y Unión Laguna. Resultado: Campeón (4-3). |  | 2022. Equipos: - Acereros del Norte - Algodoneros de Unión Laguna - Generales de Durango - Rieleros de Aguascalientes - Saraperos de Saltillo - Sultanes de Monterrey - Tecolotes de los Dos Laredos - Toros de Tijuana Clasificados: Tijuana, Dos Laredos, Monclova, Monterrey, Unión Laguna y Aguascalientes Resultado: Subcampeón (3-4). |

| 2023. Equipos: - Acereros del Norte - Algodoneros de Unión Laguna - Generales de Durango - Mariachis de Guadalajara - Rieleros de Aguascalientes - Saraperos de Saltillo - Sultanes de Monterrey - Tecolotes de los Dos Laredos - Toros de Tijuana Clasificados: Dos Laredos, Monterrey, Tijuana, Saltillo, Unión Laguna y Monclova. Resultado: Subcampeón (2-4) |

| 2024. Equipos: - Acereros del Norte - Algodoneros de Unión Laguna - Caliente de Durango - Charros de Jalisco - Dorados de Chihuahua - Rieleros de Aguascalientes - Saraperos de Saltillo - Sultanes de Monterrey - Tecolotes de los Dos Laredos - Toros de Tijuana Clasificados: Monterrey, Dos Laredos, Unión Laguna, Tijuana, Monclova y Aguascalientes. Resultado: Subcampeón (0-4) |

Notas:
- De la temporada de 1996 a la de 2001 existieron además de las zonas sur y norte, la del centro, por lo que no era obligatorio sacar a un campeón por cada zona.

- Datos: Q9097779